# کالج سنت جوزف (ایندیانا)

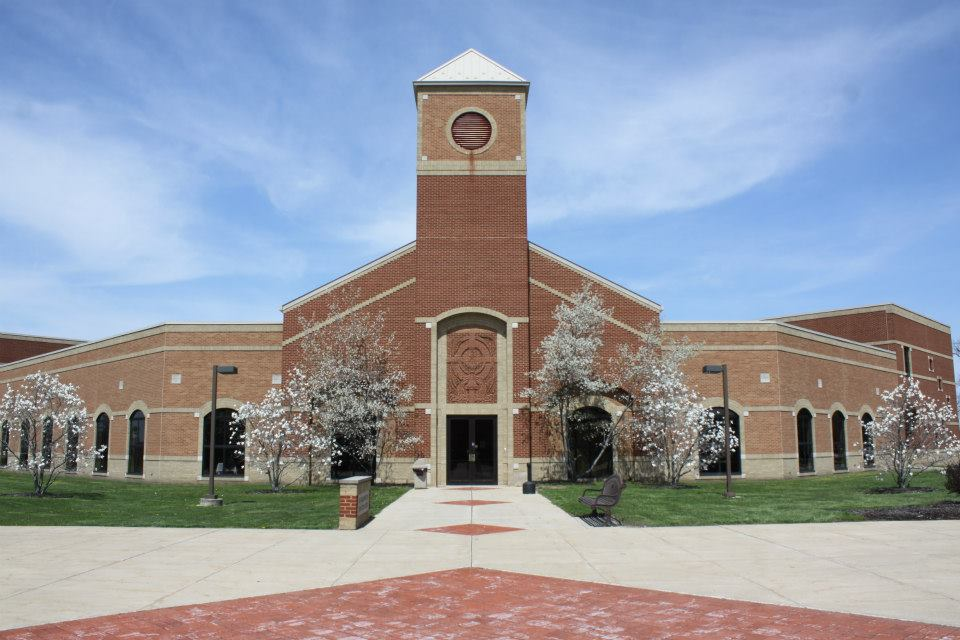
یکی از ساختمان‌های محوطه دانشگاه.

کالج سنت جوزف (SJC؛ به زبان عامیانه، سنت جو) یک کالج خصوصی کاتولیک در رنسلر، ایندیانا است. این دانشگاه در سال ۱۸۸۹ تأسیس شد و در سال ۲۰۱۷ با حدود ۱۱۰۰ دانش آموز، فعالیت‌های دانشگاهی را به حالت تعلیق درآورد. در سال ۲۰۲۱، کالج شروع به ارائه برخی دوره‌ها و گواهینامه‌ها در پردیس Rensselaer در زمینه‌های مدیریت کسب و کار، امنیت سایبری و علوم بهداشتی کرد.

## تاریخچه
این کالج در سال ۱۸۸۹ توسط پدر جوزف استفان به عنوان یک مدرسه متوسطه برای آموزش بومیان آمریکا تأسیس شد. در سال ۱۹۶۲، رئیس‌جمهور آیزنهاور مرکز هالک (به نام نماینده جمهوریخواه چارلز هالک) را وقف کرد.
از سال ۱۹۴۴ تا ۱۹۷۴، تیم فوتبال آمریکایی شیکاگو بیرز اردوی آموزشی خود را در کالج سنت جوزف برگزار می‌کرد. فیلمهای آهنگ برایان در سال ۱۹۷۱ و خرس‌های شیکاگو در دهه ۱۹۷۰ در محوطه دانشگاه فیلمبرداری شد.